# Liste des accidents ferroviaires en France en 1934
Pour des articles plus généraux, voir Liste des accidents ferroviaires en France, Liste des accidents ferroviaires en France au XXe siècle et Liste des accidents ferroviaires en France dans les années 1930.
La liste des accidents ferroviaires en France en 1934, est une liste non exhaustive, chronologique par mois.

## Février
- 9 février 1934 - En gare de Sallaumines, sur la Ligne de Lens à Don - Sainghin, vers 14 heures, un train de mineurs en attente du départ est percuté par une machine haut-le-pied circulant tender en avant, dont le mécanicien n'a pas vu un signal d'arrêt. Le choc éventre la dernière voiture et projette la suivante hors de la voie, faisant un mort et quarante blessés[1].
- 25 février 1934 - Sur la ligne Brive-Périgueux, au passage à niveau de Saint-Crepin-d'Auberoche, la fille de la garde-barrière, âgée de dix ans, qui remplace sa mère, accepte d'ouvrir la barrière fermée à une automobile alors qu'arrive le train Brive-Périgueux, qui tue ses quatre occupants[2].

## Juin
- 24 juin 1934 - Sur la ligne Paris-Mantes par Poissy, près de la gare de Houilles, vers 22 heures 45, une rame de matériel vide en panne est heurtée par un train de banlieue réversible pour Poissy, dont le mécanicien, placé dans la voiture-pilote, et seul tué dans la collision, n'a pas respecté la signalisation. L'accident fait également soixante et onze blessés[3].

## Août
- 8 août 1934 - En gare d'Arvant (Haute-Loire), à la suite d'une erreur d'aiguillage, vers 8 heures 20, un train de voyageurs allant de Brioude à Clermont-Ferrand est orienté vers une voie de garage sur laquelle stationne un train de marchandises, qu'il tamponne. Le chef de train est tué, et une dizaine de voyageurs sont blessés[4].
- 12 août 1934 - À l'entrée de la gare d'Avignon, à 3 heures 20, le Genève-Vintimille, dont le freinage est insuffisant, aborde une bifurcation à 40 km/h au lieu des 20 km/h autorisés. La locomotive, son tender et les huit premières voitures se couchent et percutent un train de marchandises garé sur la voie adjacente, faisant huit morts et vingt-huit blessés. D'abord considéré comme seul responsable, le mécanicien Achard est incarcéré[5], puis remis en liberté. Finalement, le juge d'instruction inculpera avec lui le chef de train Dupré pour homicide et blessures par imprudence. Le 3 décembre 1935, le tribunal correctionnel d'Avignon leur infligera respectivement un mois de prison et cent francs d'amende, condamnations assorties du sursis[6].
- 15 août 1934 - Près de Tonnerre, sur la ligne Paris-Lyon, un rapide percute sur un passage à niveau un lourd camion avec remorque faisant le trajet Lille-Marseille et circulant sur la route nationale 5. Les occupants du train et du camion sont indemnes, mais le garde-barrière est tué par la projection d'un débris de la collision[7].
- 19 août 1934 - Sur la ligne de la rive droite du Rhône, vers dix-huit heures, au passage à niveau proche de la gare de Pont-Saint-Esprit, un train de marchandises heurte à la fois une automobile occupée par six personnes et une motocyclette sur laquelle ont pris place deux personnes. L'accident ne laissera aucun survivant. Averti de l'arrivée d'un train, le garde-barrière aurait omis d'abaisser les barrières[8].

## Octobre
- 19 octobre 1934 - Sur la ligne de Bordeaux à Lacanau de la Société Générale des Chemins de fer Économiques, vers 18 heures, au passage à niveau de Saint-Médard-en-Jalles, un autorail pour Bordeaux percute une camionnette transportant huit personnes, dont quatre sont tuées sur le coup, deux meurent peu après et deux sont grièvement blessées[9].
- 28 octobre 1934 - À 19 heures 20, à un passage à niveau non gardé sur la route nationale allant de Calais à Saint-Omer, un train de la courte ligne à voie métrique du tramway à vapeur d'Ardres à Pont-d'Ardres de la Compagnie générale de voies ferrées d'intérêt local percute une automobile, dont le réservoir d'essence explose. Les cinq occupants du véhicule sont carbonisés[10].